# IMelody
iMelody è un formato di file per le suonerie dei telefoni cellulari, che permette ad esempio la modifica del volume dinamica della melodia, codici speciali per attivare e disattivare l'illuminazione dello schermo o dei LED, o far vibrare il telefono o altre funzioni avanzate.
Il formato è stato sviluppato dall'irDA association (il gruppo di standardizzazione della comunicazione via infrarossi) come formato standard per le melodie. È stato adattato come formato per le suonerie da quattro produttori (Ericsson, Alcatel, Motorola e Siemens) per lo sviluppo dell'Enhanced Messaging Service (EMS), uno standard per lo scambio di messaggi brevi avanzato.
Il tipo MIME è: text/x-iMelody
L'estensione solitamente usata è: .imy
Ecco un esempio di melodia in formato iMelody:
```
BEGIN:IMELODY 
VERSION:1.2 
FORMAT:CLASS1.0 
NAME: Helicopter 
MELODY:(ledonbackonvibeonr5ledoffbackoffvibeoffr5@0) 
END:IMELODY
```